# 最後の食事
最後の食事（さいごのしょくじ）またはラスト・ミール（英: last meal）は、死刑の執行に際して、その直前に死刑囚が希望した献立を提供する制度、またはその食事のこと。
一般に献立の内容は合理的な範囲内で叶えられる。

## アメリカ合衆国
アメリカ合衆国においては、死刑を行うほぼすべての州において、死刑執行日の前日から2日前に、死刑囚が希望する食事を提供するという制度がある。これは「特別な食事」（スペシャル・ミール、special meal）と婉曲的に呼ばれる。アルコールやタバコは基本的に拒否されるが叶えられる場合もある。異例な希望や不可能な要求については、似たものに置き換えられる。一部の州では厳格な制限がある。また、特殊な例としては、死刑囚が他の受刑者と最後の食事を共にすることを求めたり（1932年、フランシス・クロウリー）、他の受刑者に食事を分け与えたという事例がある（1951年、レイモンド・フェルナンデス）。
フロリダ州では、最後の食事は近隣で購入できるものとし、費用の上限は40ドルとしている。
オクラホマ州では、上限は25ドルである。ルイジアナ州では、刑務所長が最後の食事に臨席するのが伝統となっている。中には刑務所長がロブスターの代金を支払った事例もある。
テキサス州では1924年頃から最後の食事の制度が確立したと考えられているが、2011年に廃止された。
これは2011年9月に、ローレンス・ラッセル・ブリュワーの死刑執行にあたって、彼が大量の食事を要求した上で、当日、腹が減っていないとして食べなかった事件を受けての処置であった。
以来、死刑囚の最後の食事は、他の囚人たちと同じ（テキサス州での死刑執行が行われる）ハンツビル刑務所の食堂のものとなった。

## 最後の食事の例

### 日本での例
かつて処刑の前日に死刑囚に食事の希望を聞いて夕方にお通夜に相当するもの(告別晩餐会、告別晩餐の夕)を行うことがあった。ほとんどの場合は一品で、日本人の好きな寿司か、天国に行けるように験担ぎで天丼を頼む者が多かった(62%)。現在、死刑囚には当日執行する旨が告知されるため、このような例はない。
- 1970年6月、ホテル日本閣殺人事件(1961年発覚)の小林カウは、所長から｢食べたいものがあったらなんでも言うといい。すしでもうなぎでも、天丼でも｣と言われ、遠慮するかのように小さな声でおすしを希望し、告別晩餐会で寿司が用意された[10](16%)。

- 1972年7月、少年ライフル魔事件(1965年7月29日)の死刑囚は、珍しく色々と希望した。スイカ(大玉1/8切れ)、バナナ(1本)、団子(あんこ、しょうゆ各1本)、サラダ(野菜を中心にハム、ゆで卵切りなど一鉢)、天丼(エビ2尾、ピーマン一切れ、沢庵2枚、キュウリのぬか漬け添え) ―― 希望したものは全てだされたが、喉が通らず、スイカ･バナナをひと齧りしたのみで、団子･サラダ･天丼は一口も食べなかった。翌朝の朝食は、特別メニューで白ご飯、味噌汁、卵焼き、のりで、加えて主任刑務官から差し入れでサイダーがあり、残さず全て食べた[10](62-63%)。

- 1973年10月11日、東京埼玉連続強盗殺人事件(1966年9月)の死刑囚は、天丼を希望し残さず満足そうに食べた。翌日に処刑された[10](41%)。